# Colombelles
Colombelles település Franciaországban, Calvados megyében. Lakosainak száma 7015 fő (2022. január 1.). Colombelles Blainville-sur-Orne, Cuverville, Escoville, Giberville, Hérouville-Saint-Clair, Hérouvillette, Mondeville és Ranville községekkel határos.

## Népesség
A település népességének változása:
| Lakosok száma | 5668 | 5306 | 5695 | 5844 | 5973 | 6513 | 6918 | 6976 | 7029 | 7015 |
|               | 1968 | 1982 | 1990 | 2006 | 2013 | 2015 | 2017 | 2019 | 2020 | 2022 |